# Stratford-upon-Avon
Stratford-upon-Avon là một thị xã và giáo xứ dân sự ở Warwickshire, Anh, bên sông Avon, 101 dặm (163 km) về phía bắc tây London, 22 dặm (35 km) về phía nam đông của Birmingham, và 8 dặm (13 km) về phía tây nam của Warwick. Dân số ước tính năm 2007 là 25.505 người, tăng lên 27.445 tại Cuộc Tổng điều tra năm 2011.
Stratford ban đầu có người ở Anglo-Saxons và vẫn là một ngôi làng trước khi lãnh chúa John of Coutances, lên kế hoạch phát triển nó thành một thị trấn vào năm 1196. Trong cùng năm đó, Stratford đã được cấp một điều lệ từ vua Richard I để duy trì họp chợ hàng tuần trong thị trấn, cho nó tình trạng của nó như là một thị trấn thị trấn. Kết quả là, Stratford đã trải qua sự gia tăng thương mại và thương mại cũng như sự mở rộng đô thị.
Thị xã là một điểm đến du lịch phổ biến do vị trí của nó là nơi sinh của nhà văn Anh và nhà thơ William Shakespeare, và nhận được khoảng 2,5 triệu du khách mỗi năm. Công ty Royal Shakespeare nằm trong nhà hát Royal Shakespeare của Stratford.